# Джобстаун
Джобстаун (англ. Jobstown; ирл. Ráth Miontáin) — пригород в Ирландии, находится в графстве Южный Дублин (провинция Ленстер). Пригород находится западнее Таллы у подножия гор Дублин. Долгое время Джобстаун был сельскохозяйственным районом, однако теперь является густонаселённым пригородом Дублина. Пригород расположен в 10 км от городского центра.
В конце XIX — начале XX века Джобстаун был одной из важных станций парового трамвая на 13 км маршрута от Блессингтона.
Одной из основных достопримечательностей является здание в деревенском стиле на Blessington Road, построенное не позднее XIX веке. В настоящее время в здании располагается единый центр здоровья.